# Flying Dragon
Flying Dragon, conegut al Japó com a Hiryū no Ken Twin (飛龍の拳ツイン, Hiryū no Ken Tsuin, 'El puny del drac volador bessó'), és un videojoc de lluita amb elements RPG per la Nintendo 64 llançat en 1998, el qual va ser dissenyat per Culture Brain i publicat per Natsume com a part de la sèrie Hiryū no Ken.
El seu tret més notable era el joc en el mode principal, en el qual es mostra el sistema de progressió del personatge. A mesura que el personatge avança de nivell, obté més "ítems" que pot usar més tard en una baralla.
El joc va rebre baixes puntuacions en revistes especialitzades al moment del seu llançament.
Flying Dragon és també un joc de NES llançat per Culture Brain el 1989, on el jugador controla a un lluitador d'arts marcials i intenta recuperar el pergamí màgic que va ser robat pel malvat Tusk Soldiers. Va tenir una seqüela un any més tard: "SD Hiryu no Ken Densetsu".

## Jugabilitat
El joc té 2 modalitats de combat diferents: una d'elles és la SD Version, on els personatges semblen ser uns adolescents (alguns), i l'altra és la Version 1.5, on els personatges ja es veuen com a adults.
Encara que les dues modalitats tinguin el mateix estil de joc, solament 3 personatges de la SD Version estan en la Versió 1.5, els quals són Ryuhi, Hayato i Shouryu.

## Personatges
SD Version
- Ryuhi - Aquest artista marcial és el líder dels guerrers i un expert en Kung Fu. El seu país d'origen és Xina, i el seu estil de combat és el Kung Fu.
- Hayato - Aquest calmat guerrer, està familiaritzat amb tots els estils de combats. El seu país d'origen és Japó i l'estil que usa és Kobujutsu.
- Yuka - Una mestra del "Aiki-Jyujyutsu". Pot derrocar a qualsevol oponent. El seu país d'origen és Japó i el seu estil de baralla és Jyujyutsu. (Sembla que Hayato és el seu germà. Ella pel que sembla se sent atret per Ryuhi, millor amic i rival d'Hayato.)
- Suzaku - Aquest misteriós home pervers, amb set de venjança, té planejat conquistar el món. El seu país d'origen és l'infern i el seu estil de baralla és el Kung Fu.
- Robatori no Hana - El Yokozuna Robot de Summe, que somia amb convertir-se en el millor heroi de l'univers. No té país d'origen i el seu estil de baralla és Robot Summe. (Nota: Robot Summe va ser creat en un llunyà planeta de Dousokui, la qual cosa probablement vulgui dir que Robatori no Hana és un extraterrestre que visita la Terra)
- Wiler - Aquest guerrer és fort i confiable. Utilitza les Arts Marcials que va aprendre en l'exèrcit. El seu país d'origen són els Estats Units i el seu estil de lluita és una barreja d'arts marcials i lluita lliure amateur.
- Powers - El millor lluitador de la NCW, ell planeja ser el més fort al món. El seu país d'origen són els Estats Units i l'estil que usa és el Pro Wrestling.
- Shouryu - Aquest jove caçador de fantasmes utilitza ESP i actualment està entrenant a Mèxic. El seu país d'origen són els Estats Units i el seu estil de baralla és una barreja d'arts marcials i lluita lliure.
- Bokuchin (Personatge desbloquejable) - Possiblement el personatge més misteriós de l'escamot. Sembla una nina portat a la vida. No té estil de lluita, país d'origen, i fins i tot la seva pròpia etapa. Aquest personatge és, d'entre tots els personatges, el que té més limitats els seus atacs.
- Ryumaou (Personatge desbloquejable) - Ell és el cap principal del Circuit mode. Governa l'infern com el Devil King i és un dels personatges més forts del joc. (Nota: Ryumaou és un clon creat per Shin Ryumaou que és el cap en la manera dels personatges adults.)

Versió 1.5
Aquests són els personatges que tenen en comú les dues versions:
- Ryuhi - Aquest artista marcial és el líder dels guerrers i un expert en Kung Fu. El seu país d'origen és Xina. El seu estil de combat encara és el Kung Fu.
- Hayato - Aquest calmat guerrer, està familiaritzat amb tots els estils de combats. El seu país d'origen és Japó. El seu estil de baralla continua sent el Kobujutsu.
- Shouryu - Aquest jove caçador de fantasmes utilitza Esp. Ell es trobava entrenant a Mèxic quan era més jove, però ara es troba als Estats Units. El seu país d'origen són els Estats Units i el seu estil de baralla encara és una barreja d'arts marcials i lluita lliure.

Personatges que es van afegir
- Red Falcon
- Min Min
- Kate
- Raima
- Gengai
- Shin Ryumaou (Cap)

## Continuació
Una versió millorada del joc titulat D.E. Hiryu no Ken Densetsu va ser publicat només al Japó, i afegeix més personatges, objectes i un nou mode de joc. També es va eliminar la més realista "Modalitat Virtual", a favor del "Quest mode".
Els personatges jugables són Ryuhi, Hayato, Min Min, Wiler, Shouryu, Yuka, Suzaku, Powers, Robo No Hana, Bokuchin (desbloquejable), Jack, Ryu, Raima, E. Quaker, Ellie, Gofire, Ryumaou (desbloquejable).